# Cryptotermes brevis
Cryptotermes brevis (Walker, 1853) é uma espécie de térmitas pertencente à família Kalotermitidae, conhecida pelo nome comum de térmita-da-madeira-seca. A espécie consegue completar o seu ciclo de vida sem necessidade de qualquer fonte externa de água, instalando-se no interior de estruturas de madeira seca, incluindo a madeira estrutural de edifícios e mobiliário, apenas emergindo para acasalamento. A espécie tem sido acidentalmente introduzida em múltiplas regiões dos trópicos e subtrópicos, constituindo uma séria praga urbana capaz de causar grandes danos em edifícios e no seu recheio. O Catalogue of Life não lista subespécies.

## Galeria

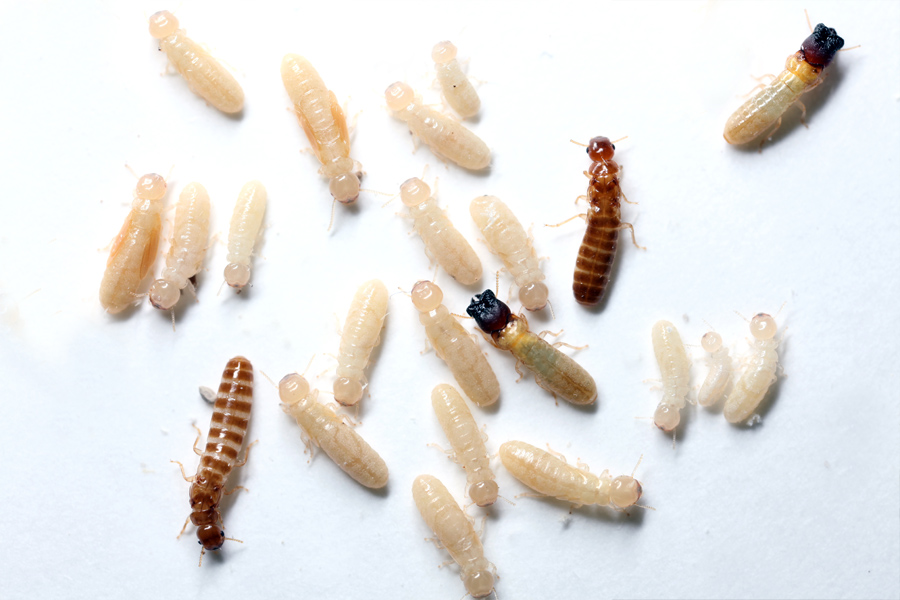
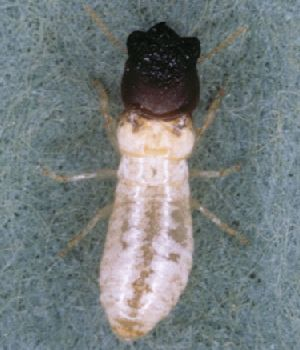